# SV Zulte-Waregem
Az SV Zulte-Waregem egy belga labdarúgócsapat Waregemben, amely a belga első osztályban szerepel. 1950-ben alapították, színei: piros és fehér.

## Története
A klubot 1950-ben alapították Zulte Sportief néven és csatlakozott a belga királyi labdarúgó-szövetséghez. 1976-ban egyesült az S.K. Zulte-val és ekkor kapta a Zultse VV elnevezést.
2001-ben ismét fúzióra került sor. A KSV Waregem –mely sok éven keresztül az első osztályban szerepelt– egyesült a Zulte VV-val. Így alakult meg a jelenlegi csapat. Az újonnan alakult csapat első nagy sikere, hogy 2005-ben megnyerte a belga másodosztályt.
A klub legnagyobb eredményét 2006-ban érte el, amikor megnyerte a belga kupát. Ennek köszönhetően indulhatott az UEFA-kupa 2006–2007-es sorozatában, ahol a legjobb 32 közé jutott. 2017-ben újabb kupagyőzelmet ünnepelhetett a csapat.

## Játékoskeret

### Jelenlegi keret
2019. augusztus 30. szerint:
| #  |     | Poszt | Név                                                 |
| -- | --- | ----- | --------------------------------------------------- |
| 1  | BEL | K     | Sammy Bossut                                        |
| 2  | BEL | V     | Davy De fauw ()                                     |
| 3  | CGO | V     | Marvin Baudry                                       |
| 4  | GHA | V     | Gideon Mensah (kölcsönben a RB Salzburg csapatától) |
| 5  | FRA | KP    | Damien Marcq                                        |
| 6  | FRA | KP    | Abdoulaye Sissako                                   |
| 7  | GEO | KP    | Luka Zarandia                                       |
| 9  | CAN | CS    | Cyle Larin (kölcsönben a Beşiktaş csapatától)       |
| 10 | MEX | KP    | Omar Govea                                          |
| 12 | AUS | V     | George Timotheou                                    |
| 14 | NED | V     | Sandy Walsh                                         |
| 16 | FIN | KP    | Urho Nissilä                                        |
| 17 | FIN | KP    | Mikael Soisalo                                      |
| 18 | SWE | V     | Erdin Demir                                         |

| #  |     | Poszt | Név                                             |
| -- | --- | ----- | ----------------------------------------------- |
| 19 | BEL | CS    | Gianni Bruno                                    |
| 20 | NOR | KP    | Henrik Bjørdal                                  |
| 21 | SEN | KP    | Ibrahima Seck                                   |
| 23 | SWI | V     | Marco Bürki                                     |
| 24 | BEL | V     | Ewoud Pletinckx                                 |
| 25 | BEL | K     | Louis Bostyn                                    |
| 27 | SUI | CS    | Dimitri Oberlin (kölcsönben a Basel csapatától) |
| 29 | BEL | CS    | Mathieu De Smet                                 |
| 33 | ENG | V     | Cameron Humphreys-Grant                         |
| 38 | BDI | CS    | Saido Berahino                                  |
| 43 | GRE | V     | Nikólaosz Kenúrjiosz                            |
| 44 | GER | K     | Eike Bansen                                     |
| 45 | BEL | V     | Olivier Deschacht                               |
| 67 | BEL | KP    | Jannes Van Hecke                                |

### Kölcsönben
| #  |     | Poszt | Név                                        |
| -- | --- | ----- | ------------------------------------------ |
| 19 | NOR | KP    | Fredrik Oldrup Jensen (az Odds csapatánál) |
| 40 | GUI | CS    | Idrissa Sylla (az Oostende csapatánál)     |
|    | NED | CS    | Robert Mühren (az SC Cambuur csapatánál)   |

## Sikerei
- Belga másodosztály
  - 1. hely (1): 2004–05
- Belga kupa
  - 1. hely (2): 2005–06, 2016–17
- Belga szuperkupa
  - 2. hely (2): 2006, 2017

## Európai kupákban való szereplés
| Szezon  | Kupasorozat | Forduló    | Nemzet | Klub               | Otthon | Idegenben |
| ------- | ----------- | ---------- | ------ | ------------------ | ------ | --------- |
| 2006-07 | UEFA-kupa   | 1. forduló | RUS    | Lokomotyiv Moszkva | 2-0    | 1-2       |
| 2006-07 | UEFA-kupa   | F csoport  | AUT    | Austria Wien       |        | 1-4       |
| 2006-07 | UEFA-kupa   | F csoport  | CZE    | Sparta Praha       | 3-1    |           |
| 2006-07 | UEFA-kupa   | F csoport  | ESP    | RCD Espanyol       |        | 6-2       |
| 2006-07 | UEFA-kupa   | F csoport  | NED    | AFC Ajax           | 0-3    |           |
| 2006-07 | UEFA-kupa   | 3. forduló | ENG    | Newcastle United   | 1-3    | 1-0       |